# Paul Gehrmann
Paul Gehrmann (* 28. April 1995 in Zwickau) ist ein deutscher Fußballspieler. Er steht seit 2021 beim FC Kilia Kiel unter Vertrag.

## Karriere
Paul Gehrmann begann im Jahr 2000 beim VfL Reinsdorf, der heutigen SpVgg Reinsdorf-Vielau, im sächsischen Reinsdorf bei Zwickau mit dem Fußballspielen. 2004 wechselte er in die E-Jugend des FV Eintracht Niesky, wo er die nächsten vier Jahre spielte, und im Jahr 2008 in die Jugend von Dynamo Dresden. In der Saison 2012/13 spielte Gehrmann für eine Saison beim SC Borea Dresden, danach kehrte er zu Dynamo zurück. Dort kam er in der A-Junioren-Bundesliga zum Einsatz und erzielte in 23 Einsätzen zwei Tore.
2014 wechselte Paul Gehrmann in die Männermannschaft des Goslarer SC 08 in der Regionalliga Nord, wo er am 1. August 2014 bei dem 1:1-Unentschieden gegen den SV Meppen sein erstes Ligaspiel absolvierte, nachdem er zwei Minuten vor Spielende eingewechselt worden war. Am 1. März 2015 erzielte er beim 1:1 gegen den VfB Oldenburg sein erstes und bislang einziges Tor, danach fiel Gehrmann wegen einer Leistenzerrung fünf Spiele lang aus und stand auch in den beiden Spielen nach Auskurierung der Verletzung nicht im Kader. Am Saisonende landete Goslar auf dem 15. Platz. In der Saison 2015/16 absolvierte Gehrmann 30 Spiele, musste jedoch zwischen dem vierten und sechsten Spieltag aufgrund einer Mittelfußprellung aussetzen.
2016 wechselte Paul Gehrmann ablösefrei zum Drittligaabsteiger FC Energie Cottbus. Am 31. Juli 2016 kam er beim 1:1 gegen den 1. FC Lokomotive Leipzig zu seinem ersten Einsatz für die Cottbuser. Insgesamt kam Gehrmann zu 27 Spielen, bei 14 davon stand er in der Startelf. Am 25. Mai 2017 gewann Cottbus durch ein 2:0 im Finale gegen den FSV 63 Luckenwalde den Brandenburgpokal, Gehrmann wurde in diesem Spiel 13 Minuten vor Spielschluss eingewechselt. In der Saison 2017/18 kam Gehrmann wieder auf 27 Einsätze. Am 21. Mai 2018 gewann Cottbus gegen Babelsberg wieder den Brandenburgpokal. In der Regionalliga erreichte Cottbus den ersten Rang, durch einen 3:2-Sieg im Hinspiel und ein 0:0 im Rückspiel gegen Weiche Flensburg stieg Cottbus in die 3. Fußball-Liga auf.
Am 12. August 2018 gab Paul Gehrmann bei der 1:3-Niederlage gegen die Würzburger Kickers sein Profidebüt, als er in der 79. Spielminute für Kevin Scheidhauer eingewechselt wurde. 2019 stieg Gehrmann mit Cottbus wieder in die Regionalliga ab. Nachdem er in den ersten fünf Spielen der Spielzeit 2019/20 jeweils immer zum Einsatz gekommen war, fiel er ab Ende August 2019 verletzt aus. Am Ende der Saison verließ Gehrmann den Verein. Nach einem Jahr Vereinslosigkeit schloss sich Gehrmann 2021 dem Sechstligisten FC Kilia Kiel in der Landesliga Schleswig-Holstein Mitte an.

## Erfolge
- 2017, 2018: Landespokal Brandenburg
- 2018: Aufstieg in die 3. Fußball-Liga 2018/19